# When the Studio Burned
When the Studio Burned è un cortometraggio muto del 1913 diretto da Lawrence Marston.
Il 13 gennaio 1913 lo studio della Thanhouser andò a fuoco ma, per fortuna, I negativi dei film vennero salvati e nessuno rimase ferito. Il film è la ricostruzione di quell'evento, compreso il salvataggio di una bambina dall'edificio in fiamme, la piccola attrice Marie Eline.

## Produzione
Il film fu prodotto dalla Thanhouser Film Corporation. Venne girato - con il titolo di lavorazione A Thanhouser Heroine - a New Rochelle, dove avevano sede gli studi della casa di produzione e dove aveva avuto luogo il drammatico incendio.

## Distribuzione
Distribuito dalla Mutual Film, uscì nelle sale cinematografiche USA il 4 febbraio 1913 a neanche un mese dall'incendio.
Copia della pellicola - un positivo 16 mm) è conservata negli archivi della Library of Congress nella Marshall collection.
Il film è citato nella serie televisiva di Kevin Brownlow e David Gill Hollywood: In the Beginning dedicata alla storia del cinema muto.
Il cortometraggio è stato inserito in un'antologia del 2007 dal titolo The Thanhouser Collection, DVD Volumes 7, 8 and 9 (1910-1917), comprendente film della casa di produzione di New Rochelle per la durata di 302 minuti. I DVD, in NTSC, hanno il sonoro in Dolby Digital 2.0 stereo soud con sottotitoli in inglese.